# Levko Lukyanenko
Levko Hryhorovych Lukyanenko (tiếng Ukraina: Левко́ Григо́рович Лук'я́ненко,, đôi khi được viết là Levko Lukianenko, 24 tháng 8 năm 1928 - 7 tháng 7 năm 2018) là một chính trị gia người Ukraina, và nhà bất đồng chính kiến Liên Xô và Anh hùng Ukraina. Ông là một trong những người sáng lập Tập đoàn Helsinki của Ukraine năm 1976 và được bầu làm lãnh đạo của Tập đoàn Helsinki Ukraine hồi sinh, Hiệp hội Helsinki Ukraine, năm 1988.

## Tiểu sử
Lukyanenko sinh ngày 24 tháng 8 năm 1928 tại làng Khrypivka của Horodnia Raion, thuộc Liên Xô. Trong thế chiến II năm 1944, ông được tuyển mộ vào Quân đội Liên Xô năm 15 tuổi vì ông có thể chứng minh rằng mình chưa đủ tuổi (để được tuyển mộ vào quân ngũ, ông đã nói dối rằng ông sinh năm 1927) và phục vụ tại Áo và sau đó vùng Kavkaz (thành phố Ordzhonikidze và Nakhichevan). Trong khi ở Áo, ông đã quan sát thấy sự xuất hiện của lúa mì Ucraina ở Baden bei Wien, điều này nhắc nhở ông về việc loại bỏ ngũ cốc khỏi Ukraine trong khi ông gần như chết đói trong những năm 1930 (trong Holodomor). Sự kiện này khiến Lukyanenko phải "đi theo con đường của Severyn Nalyvaiko - tôi sẽ chiến đấu vì một Ukraina độc lập."